# Русский ремесленник
«Ру́сский реме́сленник» — ежемесячный журнал, выходивший в Санкт-Петербурге с 1862 по 1867 год.
Издатель — А. Беггров, редакторы — П. А. Фролов, К. А. Варнек.
Журнал предназначался для ремесленников, публиковал правительственные распоряжения, касающиеся вопросов промышленности, торговли и ремесла, сведения о технических усовершенствованиях в ремесленном деле, ценники на материалы и инструменты, чертежи различных изделий и модные картинки. Изредка в журнале помещались популярные общеобразовательные статьи, главным образом исторического содержания, биографии и беллетристика на сюжеты из жизни ремесленников. Систематически помещавшиеся внутриполитические обзоры пропагандировали реформаторскую деятельность правительства.